# Des majorettes dans l'espace
Pour plus de détails, voir Fiche technique et Distribution.
Des majorettes dans l'espace est un court métrage français réalisé par David Fourier et sorti en 1997. Il a remporté le César du meilleur court métrage en 1998.

## Fiche technique
- Titre anglais : Majorettes in Space
- Réalisation : David Fourier
- Production : Haut et Court
- Durée : 6 minutes
- Dates de sortie : 
  - 24 avril 1997 :  Allemagne (Festival)
  - octobre 1997 :  États-Unis (Festival)
  - 14 août 1998 :  Royaume-Uni
- Film interdit aux moins de 12 ans.

## Distribution
- Élise Laurent : Catherine
- Jean-Marc Delacruz : Laurent
- Olivier Laville : Vincent
- Cléo Delacruz : Julie
- Aurélien Bianco : Arnaud

## Distinctions
- 1998 : César du meilleur court métrage
- Prix du public au Festival international du court métrage de Clermont-Ferrand